# Brassica oleracea
Brassica oleracea és una espècie de planta amb flors del gènere Brassica dins la família de les brassicàcies (Brassicaceae). Aquesta espècie és originària d'Europa, va ser domesticada fa milers d'anys i ha donat lloc a un gran nombre de cultivars, com ara les cols, la coliflor, el bròcoli, la col de Brussel·les o la colrave.

## Descripció
És una planta herbàcia, tot i que en alguns casos pot presentar una tija més aviat llenyosa, pot ser biennal o perenne i atènyer fins a 2,5 metres d'altura. Les fulles poden atènyer uns 45 cm de llargària, són lobulades, amb els marges irregulars i glabres. Les flors tenen quatre pètals grocs, un androceu amb sis estams i s'agrupen en inflorescències. El fruit és una síliqua.

## Taxonomia
Aquesta espècie va ser publicada per primer cop l'any 1753 al segon volum de l'obra Species Plantarum de Carl von Linné (1707-1778).

### Sinònims
Els següents noms científics són sinònims de Brassica oleracea:
- Sinònims homotípics

- Crucifera brassica E.H.L.Krause
- Napus oleracea (L.) K.F.Schimp. & Spenn.
- Raphanus brassica Crantz

- Sinònims heterotípics

- Brassica alba Boiss.
- Brassica alboglabra L.H.Bailey
- Brassica arborea Steud.
- Brassica bullata Pasq.
- Brassica campestris subsp. sylvestris (DC.) Janch.
- Brassica capitala DC. ex H.Lév.
- Brassica cauliflora Garsault
- Brassica caulorapa (DC.) Pasq.
- Brassica cephala DC. ex =H.Lév.
- Brassica cretica convar. italica (Plenck) G.H.Loos
- Brassica fimbriata Steud.
- Brassica gemmifera H.Lév.
- Brassica laciniata Steud.
- Brassica maritima DC. ex Tardent
- Brassica millecapitata H.Lév.
- Brassica muscovita Steud.
- Brassica odorata Schrank ex Steud.
- Brassica oleracea var. aberdeenea Alef.
- Brassica oleracea var. acephala DC.
- Brassica oleracea convar. acephala (DC.) Alef.
- Brassica oleracea subsp. acephala (DC.) Metzg.
- Brassica oleracea stirps acephala DC.
- Brassica oleracea subvar. alba Duchesne
- Brassica oleracea subvar. alba DC.
- Brassica oleracea subvar. alba-praecox Duchesne
- Brassica oleracea subvar. albida Duchesne
- Brassica oleracea var. albiflora Kuntze
- Brassica oleracea var. alboglabra (L.H.Bailey) Musil
- Brassica oleracea var. aloides Kitt.
- Brassica oleracea var. ardeina Alef.
- Brassica oleracea var. asparagoides DC.
- Brassica oleracea var. atrorubens Alef.
- Brassica oleracea var. aurata (DC.) Alef.
- Brassica oleracea subvar. aurata DC.
- Brassica oleracea f. azurea Uspenski
- Brassica oleracea var. bardovicensis Alef.
- Brassica oleracea subvar. brumalis Duchesne
- Brassica oleracea var. bullata (Pasq.) DC.
- Brassica oleracea stirps bullata DC.
- Brassica oleracea subsp. bullata (DC.) Metzg.
- Brassica oleracea convar. bullata (DC.) Alef.
- Brassica oleracea convar. capitata (L.) Alef.
- Brassica oleracea proles capitata (L.) Duchesne
- Brassica oleracea var. capitata L.
- Brassica oleracea subsp. capitata (L.) Schübl. & G.Martens
- Brassica oleracea stirps capitata (L.) DC.
- Brassica oleracea var. cauliflora DC.
- Brassica oleracea convar. caulorapa (DC.) Alef.
- Brassica oleracea subsp. caulorapa (DC.) Metzg.
- Brassica oleracea stirps caulorapa DC.
- Brassica oleracea var. chamaegongyla Alef.
- Brassica oleracea var. chamjodusa Alef.
- Brassica oleracea var. chlorusa Alef.
- Brassica oleracea subvar. communis DC.
- Brassica oleracea var. communis DC.
- Brassica oleracea subvar. compressa Duchesne
- Brassica oleracea var. conica (Duchesne) DC.
- Brassica oleracea subvar. conica Duchesne
- Brassica oleracea convar. costata (DC.) Gladis ex Diederichsen
- Brassica oleracea var. costata DC.
- Brassica oleracea subvar. crassa Duchesne
- Brassica oleracea var. crispa Vill.
- Brassica oleracea subvar. crispa Duchesne
- Brassica oleracea subvar. crispa Duchesne
- Brassica oleracea var. culinarum Alef.
- Brassica oleracea subvar. cymosa Duchesne
- Brassica oleracea subvar. cymosa Duchesne
- Brassica oleracea subvar. cymosa-albida Duchesne
- Brassica oleracea subvar. cymosa-violacea Duchesne
- Brassica oleracea var. depressa DC.
- Brassica oleracea var. dinojodusa Alef.
- Brassica oleracea f. dissecta Peterm.
- Brassica oleracea var. elliptica DC.
- Brassica oleracea var. erythrobotrys Alef.
- Brassica oleracea f. exaltata (Rchb.) Thell.
- Brassica oleracea var. fimbriata Mill.
- Brassica oleracea var. flandrica Alef.
- Brassica oleracea var. frutescens Vis.
- Brassica oleracea subsp. fruticosa Metzg.
- Brassica oleracea convar. fruticosa (Metzg.) Alef.
- Brassica oleracea convar. gemmifera (DC.) Gladis ex Diederichsen
- Brassica oleracea var. gemmifera DC.
- Brassica oleracea subsp. gemmifera (DC.) O.E.Schulz
- Brassica oleracea var. germanorum Alef.
- Brassica oleracea var. glomerosa Gray
- Brassica oleracea var. gongylodes L.
- Brassica oleracea subsp. gongylodes (L.) Schübl. & G.Martens
- Brassica oleracea proles gongylodes (L.) Duchesne
- Brassica oleracea var. grangei Alef.
- Brassica oleracea var. herbacea Spach
- Brassica oleracea subvar. humilis DC.
- Brassica oleracea var. italica Plenck
- Brassica oleracea var. jodocephala Alef.
- Brassica oleracea var. jodogongyla Alef.
- Brassica oleracea var. kashmiriana Naqshi & Javeid
- Brassica oleracea subvar. laciniata (L.) O.E.Schulz
- Brassica oleracea var. laciniata L.
- Brassica oleracea subsp. laevis Metzg.
- Brassica oleracea var. longa Alef.
- Brassica oleracea var. loudonii Alef.
- Brassica oleracea var. luteola Alef.
- Brassica oleracea var. macrocephala Alef.
- Brassica oleracea var. macrogongyla Alef.
- Brassica oleracea var. magniportana Alef.
- Brassica oleracea subvar. major Duchesne
- Brassica oleracea var. major (Duchesne) DC.
- Brassica oleracea subvar. major Duchesne
- Brassica oleracea var. maritima Coss.
- Brassica oleracea subvar. maxima Duchesne
- Brassica oleracea var. media Alef.
- Brassica oleracea var. medullosa Thell.
- Brassica oleracea var. microcephala Alef.
- Brassica oleracea var. micropodium Kuntze
- Brassica oleracea subvar. minor Duchesne
- Brassica oleracea subvar. nepenthiformis DC.
- Brassica oleracea var. oblonga DC.
- Brassica oleracea var. obovata DC.
- Brassica oleracea var. opsibotrys Alef.
- Brassica oleracea var. opsigongyla Alef.
- Brassica oleracea var. opsjodusa Alef.
- Brassica oleracea var. palmifolia DC.
- Brassica oleracea subvar. parva-praecox Duchesne
- Brassica oleracea var. pentovillea Alef.
- Brassica oleracea var. percrispa Alef.
- Brassica oleracea var. phaeusa Alef.
- Brassica oleracea subvar. pinnata DC.
- Brassica oleracea var. plumacea Alef.
- Brassica oleracea subvar. praecox DC.
- Brassica oleracea var. praecox Alef.
- Brassica oleracea var. procera Alef.
- Brassica oleracea subvar. procerior Duchesne
- Brassica oleracea var. protobotrys Alef.
- Brassica oleracea var. protojodusa Alef.
- Brassica oleracea subvar. purpurascens DC.
- Brassica oleracea subvar. purpurascens DC.
- Brassica oleracea f. pyramidalis Mill.
- Brassica oleracea var. pyramidula Alef.
- Brassica oleracea var. quercifolia DC.
- Brassica oleracea var. ramosa DC.
- Brassica oleracea subvar. rubra (L.) Duchesne
- Brassica oleracea f. rubra (L.) Peterm.
- Brassica oleracea var. rubra L.
- Brassica oleracea subvar. rubra-minor Duchesne
- Brassica oleracea var. sabauda L.
- Brassica oleracea subvar. sabauda (L.) O.E.Schulz
- Brassica oleracea var. sabellica L.
- Brassica oleracea subvar. sabellica (L.) O.E.Schulz
- Brassica oleracea f. salinaria Kitt.
- Brassica oleracea var. schizogongyla Alef.
- Brassica oleracea var. scotica Alef.
- Brassica oleracea var. selenisia L.
- Brassica oleracea f. selenisia (L.) O.E.Schulz
- Brassica oleracea var. selinoides Gray
- Brassica oleracea var. semiclausa Alef.
- Brassica oleracea var. serotissima Alef.
- Brassica oleracea var. sibirica Alef.
- Brassica oleracea var. sphaerica DC.
- Brassica oleracea subvar. sphaerica (DC.) G.Martens
- Brassica oleracea subvar. subacuta Duchesne
- Brassica oleracea var. sublaciniata Alef.
- Brassica oleracea var. subrubens Gray
- Brassica oleracea var. sylvestris L.
- Brassica oleracea stirps sylvestris DC.
- Brassica oleracea var. theiusa Alef.
- Brassica oleracea subvar. turionensis DC.
- Brassica oleracea var. ulmensis Alef.
- Brassica oleracea var. veris Alef.
- Brassica oleracea subvar. versicolor DC.
- Brassica oleracea subvar. violacea Duchesne
- Brassica oleracea f. violascens G.Martens
- Brassica oleracea subvar. viridis Duchesne
- Brassica oleracea f. viridis Duchesne
- Brassica oleracea var. viridis L.
- Brassica oleracea proles viridis (L.) Duchesne
- Brassica oleracea subvar. viridis (L.) DC.
- Brassica oleracea var. vulgaris DC.
- Brassica oleracea subvar. vulgaris Duchesne
- Brassica oleracea var. vulgaris DC.
- Brassica peregrina Steud.
- Brassica quercifolia DC. ex H.Lév.
- Brassica rubra Steud.}}
- Brassica rupestris var. gongylodes (L.) Janch.
- Brassica rupestris subsp. gongylodes (L.) Janch.
- Brassica sabellica Pers.
- Brassica suttoniana H.Lév.
- Brassica sylvestris (L.) Mill.
- Rapa rotunda Mill.
- Raphanus brassica-officinalis Crantz
- Raphanus erucoides L.f.
- Sinapis brassicata L.